# Stubacher Sonnblick
Stubacher Sonnblick – szczyt w grupie Granatspitzgruppe, w Wysokich Taurach we Wschodnich Alpach. Leży na granicy dwóch austriackich krajów związkowych: Tyrolu (dokładniej Tyrol Wschodni) i Salzburga.
Szczyt leży w pobliżu Granatspitze; często szczyty te zdobywane są razem. Wejście na szczyt nie przedstawia większych trudności, chociaż pod szczytem znajduje się lodowiec, więc trzeba mieć podstawowe umiejętności. W pobliżu znajdują się dwa schroniska: Rudolfshutte na wschodzie oraz Karl-Fuerst-Hutte na zachodzie.